# همایون توفیقی
همایون توفیقی استادبزرگ شطرنج ایرانی است. او ساکن آنتالیا ترکیه است و تا کنون به مقام‌های نائب قهرمان آسیا در رده سنی زیر ۱۸ سال، مقام سوم تیمی در بازی‌های داخل سالن آسیا در ماکائو و قهرمانی کشور در تمامی رده‌های سنی رسیده است. 
او هم اکنون در سمت مربیگری به صورت خصوصی اشتغال دارد و تخصص وی شناسایی نقاط ضعف شاگردان است.